# Гогоевская женская гимназия
 Гогоевская женская гимназия —  гимназия для девушек в Ростове-на-Дону (1882), с 1917 года — советская трудовая школа №45 первой  ступени,  №6 второй ступени; c 1959 года — школа №14 с углублённым изучением английского языка. Здание школы относится к памятникам истории и культуры регионального значения.
Адрес: Ростов-на-Дону, ул. 30-я линия, 8, литер А.

## История
В конце XIX века нахичеванский купец второй гильдии Никита Гогоев (Мкртычан Гогоян) по совету писателя Н. В. Кукольника в память о своих умерших четырёх дочках завещал  капитал 103237 рублей, доходы с трех магазинов и кожевенного завода на устройство в Ростове школы для девочек.  Для новой школы Гогоев  ставил цель: "... воспитываемые девицы, не получая блестящего светского образования, которое не идёт к быту нашего общества, готовились добрыми жёнами, способными внушить своим детям пользу просвещения".
Его вдова, Срнуи Бабасинян,  в 1877 году ездила в Петербурге, где получила разрешение учредить Гогоевское училище, после чего началось строительство двухэтажного здания гимназии.
В сентябре 1882 года школа была открыта. В ней до 1906 года училось 12 девочек с 7 лет, затем их число увеличилось до 20. Надзор за ученицами осуществляла смотрительница, живущая здесь же. В ее задачу входило и учение девиц домоводству.
Училище располагало мастерскими, в которых выполнялись заказы от населения. Программа обучения девушек включала в себя: Закон Божий, русский, армянский, французский и немецкий языки, алгебру, геометрию, географию, историю, физику, космографию, педагогику, гимнастику, рисование, пение, танцы и др.
С 1913 года Гогоевское училище преобразовали в женскую гимназию Ведомства учреждений императрицы Марии. Форма гогоевских гимназисток имела такое отличие: к подолу коричневого платья была пришита красная кайма. В 1912 - 1913 годах в гимназии были открыты старшие классы, а ее выпускницам давалось звание домашней учительницы.
В 1917 году гимназия была закрыта, на её месте открыли советскую трудовую школу №45 первой 1 ступени и №6 второй ступени.
В 1959 году здесь была открыта школа №14 с углублённым изучением английского языка, которая в 1992 году получила статус гимназии гуманитарного профиля.
Согласно постановлению Главы Администрации РО № 411 от 09.10.1998 года здание бывшей гимназии было отнесено к памятникам истории и культуры регионального значения.